# Onthophagus gibbifrons
Onthophagus gibbifrons là một loài bọ cánh cứng trong họ Bọ hung (Scarabaeidae).